# Edward Crankshaw
Edward Crankshaw (født 3. januar 1909, død 30. november 1984) var en britisk historiker, journalist samt specialist og kommentator i forbindelse med sovjetiske affærer.
Crankshaw var under Anden Verdenskrig stationeret ved den britiske militærdelegation i Moskva.